# Grand Prix automobile du Japon 2022
GP précédent GP suivant
Le Grand Prix automobile du Japon 2022 (Formula 1 Honda Japanese Grand Prix 2022) disputé le 9 octobre 2022 sur le circuit de Suzuka, est la 1075e épreuve du championnat du monde de Formule 1 courue depuis 1950. Il s'agit de la trente-sixième édition du Grand Prix du Japon comptant pour le championnat du monde de Formule 1,  la trente-deuxième disputée à Suzuka et la dix-huitième manche du championnat 2022. Le Grand Prix japonais fait son retour au calendrier après avoir été annulé en 2020 et en 2021 dans le contexte de la crise sanitaire mondiale provoquée par le Covid-19.
Max Verstappen obtient sa cinquième pole position de la saison, la dix-huitième de sa carrière, dès sa première tentative lors de l'ultime phase des qualifications. Lors de sa seconde sortie, Charles Leclerc s'incline pour 10 millièmes de seconde ; le leader du championnat et son dauphin se retrouvent côte à côte en première ligne. Ils sont suivis par leurs coéquipiers, Carlos Sainz devançant Sergio Pérez sur la deuxième ligne. Les pilotes Alpine précèdent chacun une Mercedes, Esteban Ocon, cinquième et suivi par Lewis Hamilton tandis que Fernando Alonso, sur la quatrième ligne, domine George Russell. La cinquième ligne est composée de Sebastian Vettel et Lando Norris. 
Max Verstappen, vainqueur pour la douzième fois de la saison, remporte son deuxième titre mondial dans une certaine confusion, à l'issue d'une épreuve raccourcie après de violentes précipitations qui ont provoqué plus de deux heures et quart d'interruption au drapeau rouge ; la course, disputée au chronomètre avec 40 minutes restantes, voit le Néerlandais s'imposer, après un peu plus de la moitié de la distance prévue, avec une avance de vingt-six secondes sur Leclerc, qui a résisté jusqu'au bout aux assauts de Pérez. Alors qu'il est interviewé par Johnny Herbert avant la cérémonie du podium, Verstappen apprend que son rival, pénalisé de cinq secondes pour avoir coupé la dernière chicane dans sa lutte pour la deuxième place, est reclassé troisième, ce qui offre le doublé à Red Bull Racing. Il apprend ensuite, dans la cool room, qu'il conserve son titre mondial. En effet, bien que la course n'ait été disputé que sur 28 tours, la totalité des points est attribuée puisque l'épreuve n'a pas été définitivement interrompue au drapeau rouge
Au départ de la course, sous l'averse et alors que Verstappen compense un moins bon départ que Leclerc en le reprenant par l'extérieur du « double gauche » qui forme les premier et deuxième virages, c'est le chaos : plusieurs têtes-à-queues et un violent accident pour Sainz, dans la longue courbe débouchant sur le virage Spoon, qui arrache notamment un panneau publicitaire qui se loge sur le museau de l'AlphaTauri de Pierre Gasly. Alors que la voiture de sécurité prend la piste, Gasly, rentré au stand pour changer son aileron avant, repart à toute vitesse pour rejoindre le peloton ; dans des conditions de visibilité précaires, il croise la route d'un camion-grue dépêché en piste pour dégager la Ferrari de Sainz. Cet incident, qui rappelle les circonstances de l'accident mortel de Jules Bianchi sur le même circuit en 2014, le fait entrer dans une rage folle, révolte l'ensemble du paddock et coûtera son poste de directeur de course à Eduardo Freitas. L'épreuve est interrompue au drapeau rouge au bout de trois tours.
La pluie redoublant, une longue attente commence, le chronomètre des trois heures enclenché au départ, déroulant son compte à rebours. Un second départ, lancé, est donné à 16 h 21 après deux tours derrière la voiture de sécurité. La météo s'améliorant, les pilotes commencent la course en pneus pluie et l'achèvent en gommes intermédiaires. Verstappen s'échappe en creusant un écart d'une seconde au tour, Leclerc et Pérez se bagarrent derrière, Ocon profite de sa bonne qualification pour obtenir son meilleur résultat de la saison : quatrième en tenant Hamilton en respect jusqu'au bout. Vettel et Alonso passent la ligne d'arrivée côte à côte, avec un museau d'avance pour le quadruple champion du monde allemand qui conserve sa sixième place ; suivent Russell, Nicholas Latifi qui marque ses premiers points de la saison, et Norris dixième. Zhou Guanyu, après avoir chaussé des pneus intermédiaires, obtient son premier record du tour dans la vingtième boucle mais, hors des points, ne marque pas le bonus. 
Avec 366 points, Verstappen, qui ne peut plus être rejoint en tête du championnat, est sacré champion du monde à quatre courses de la fin, ce qui témoigne de sa domination. Son coéquipier Pérez (253 points) passe Leclerc (252 points) pour le gain de la deuxième place. Russell, quatrième avec 207 points, reste sous la menace de Sainz (202 points) et de son coéquipier Hamilton (180 points). Au septième rang, figure Norris (108 points), suivi d'Ocon (78 points), d'Alonso (65 points) et de Bottas dixième (46 points). L'écurie Red Bull Racing, avec 619 points et une avance de 165 points sur Ferrari (454 points), se rapproche d'un cinquième titre chez les constructeurs. Mercedes figure définitivement dans le trio de tête (387 points) alors qu'Alpine (143 points) est quatrième avec 13 points d'avance sur McLaren. Plus loin, suivent Alfa Romeo (52 points), Aston Martin (45 points), AlphaTauri (34 points), Haas (34 points également) et Williams (8 points).

## Contexte avant la course
Alors qu'il reste cinq courses à disputer, Max Verstappen (341 points) dispose d'une avance de 104 unités sur Charles Leclerc et de 106 sur Sergio Pérez, les derniers pilotes en lice pour le titre. Verstappen peut être sacré champion du monde dès le Japon si son avance sur son plus proche poursuivant est de 112 points (correspondants à quatre victoires bonifiées plus les huit points du sprint à Interlagos) 
Le Néerlandais sera sacré, pour la deuxième fois consécutive, dès le soir du 9 octobre s'il remporte la course en réalisant le meilleur tour, quels que soient les résultats de ses rivaux ; dans toutes les autres situations possibles, il n'est pas pleinement maître de son destin,,.

## Pneus disponibles
| Pneus pour piste sèche | Pneus pour piste sèche | Pneus pour piste sèche | Pneus pluie    | Pneus pluie |
| ---------------------- | ---------------------- | ---------------------- | -------------- | ----------- |
| Durs (Type C1)         | Medium (Type C2)       | Tendres (Type C3)      | Intermédiaires | Pluie       |

## Essais libres

### Première séance, le vendredi de 13 h à 14 h
| Pos. | Pilote           | Voiture        | Chrono         | Écart     |
| ---- | ---------------- | -------------- | -------------- | --------- |
| 1    | Fernando Alonso  | Alpine-Renault | 1 min 42 s 248 |           |
| 2    | Carlos Sainz Jr. | Ferrari        | 1 min 42 s 563 | + 0 s 315 |
| 3    | Charles Leclerc  | Ferrari        | 1 min 42 s 634 | + 0 s 386 |
| 4    | Esteban Ocon     | Alpine-Renault | 1 min 43 s 022 | + 0 s 774 |
| 5    | Kevin Magnussen  | Haas-Ferrari   | 1 min 43 s 258 | + 1 s 110 |
| 6    | Max Verstappen   | Red Bull       | 1 min 43 s 362 | + 1 s 114 |

- La piste est détrempée et la pluie continue de tomber au moment où les EL1 débutent. Peu après la mi-séance, Max Verstappen est le premier pilote à remplacer ses pneumatiques « pleine pluie » pour des « intermédiaires ». Dans les dernières vingt minutes, la pluie reprend de manière plus intense et tous les pilotes regagnent leurs stands. À cinq minutes du terme, Zhou Guanyu et Valtteri Bottas rechaussent les pneumatiques « pleine pluie » ; le Chinois se plaint de la présence d'énormes flaques dans le premier secteur chronométré[9].
- Mick Schumacher, victime d'aquaplanage dans la courbe Dunlop, détruit sa Haas VF-22 dans les derniers instants de la session. Haas F1 Team doit changer le châssis, privant l'Allemand de la deuxième séance d'essais[10].

### Deuxième séance, le vendredi de 16 h à 17 h
| Pos. | Pilote           | Voiture      | Chrono         | Écart     |
| ---- | ---------------- | ------------ | -------------- | --------- |
| 1    | George Russell   | Mercedes     | 1 min 41 s 935 |           |
| 2    | Lewis Hamilton   | Mercedes     | 1 min 42 s 170 | + 0 s 235 |
| 3    | Max Verstappen   | Red Bull     | 1 min 42 s 786 | + 0 s 851 |
| 4    | Sergio Pérez     | Red Bull     | 1 min 42 s 834 | + 0 s 899 |
| 5    | Kevin Magnussen  | Haas-Ferrari | 1 min 42 s 187 | + 1 s 252 |
| 6    | Carlos Sainz Jr. | Ferrari      | 1 min 43 s 204 | + 1 s 269 |

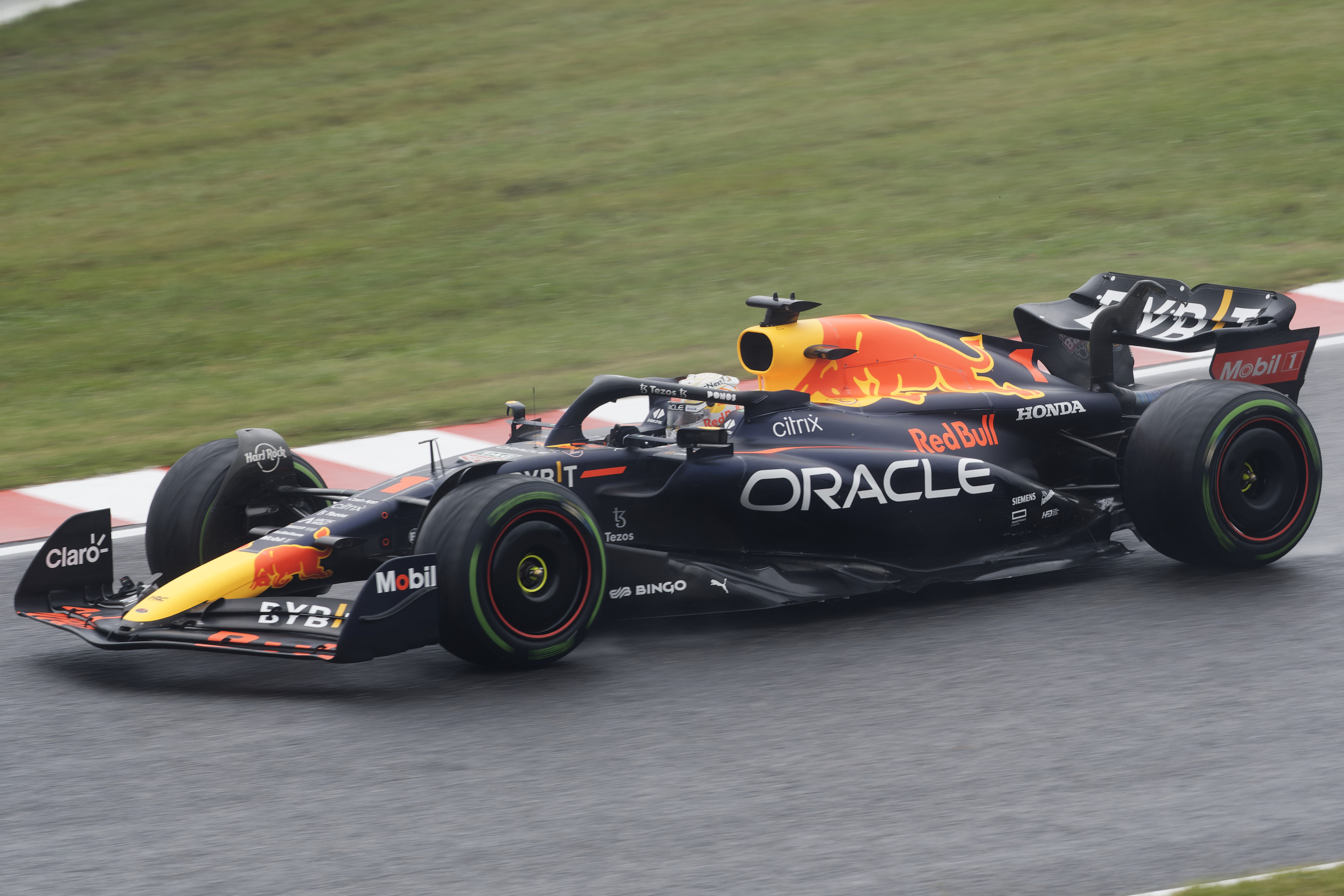
Max Verstappen lors la deuxième séance des essais libres.

- La deuxième séance d'essais libres se déroule dans des conditions similaires à la précédente. La pluie intense conduit à l'annulation des tests de pneus Pirelli pour la saison 2023. Les pilotes prennent la piste en pneumatiques « pleine pluie » puis passent progressivement en « intermédiaires ». Durant la deuxième partie de séance, la pluie revient et les temps ne progressent plus. Les équipes continuent à faire tourner leurs pilotes pour amasser des données en prévision d'un Grand Prix disputé dans des conditions météorologiques compliquées[12].

### Troisième séance, le samedi de 13 h à 14 h
| Pos. | Pilote           | Voiture        | Chrono         | Écart     |
| ---- | ---------------- | -------------- | -------------- | --------- |
| 1    | Max Verstappen   | Red Bull       | 1 min 30 s 671 |           |
| 2    | Carlos Sainz Jr. | Ferrari        | 1 min 30 s 965 | + 0 s 294 |
| 3    | Charles Leclerc  | Ferrari        | 1 min 30 s 980 | + 0 s 309 |
| 4    | Fernando Alonso  | Alpine-Renault | 1 min 31 s 320 | + 0 s 649 |
| 5    | Sergio Pérez     | Red Bull       | 1 min 31 s 514 | + 0 s 843 |
| 6    | George Russell   | Mercedes       | 1 min 31 s 530 | + 0 s 859 |

## Séance de qualifications

### Résultats des qualifications
| Pos.                                                                                      | Pilote           | Écurie                | Qualifications 1 | Qualifications 2 | Qualifications 3 |
| ----------------------------------------------------------------------------------------- | ---------------- | --------------------- | ---------------- | ---------------- | ---------------- |
| 1                                                                                         | Max Verstappen   | Red Bull              | 1 min 30 s 224   | 1 min 30 s 346   | 1 min 29 s 304   |
| 2                                                                                         | Charles Leclerc  | Ferrari               | 1 min 30 s 402   | 1 min 30 s 486   | 1 min 29 s 314   |
| 3                                                                                         | Carlos Sainz Jr. | Ferrari               | 1 min 30 s 336   | 1 min 30 s 444   | 1 min 29 s 361   |
| 4                                                                                         | Sergio Pérez     | Red Bull              | 1 min 30 s 622   | 1 min 29 s 925   | 1 min 29 s 709   |
| 5                                                                                         | Esteban Ocon     | Alpine-Renault        | 1 min 30 s 696   | 1 min 30 s 357   | 1 min 30 s 165   |
| 6                                                                                         | Lewis Hamilton   | Mercedes              | 1 min 30 s 906   | 1 min 30 s 443   | 1 min 30 s 261   |
| 7                                                                                         | Fernando Alonso  | Alpine-Renault        | 1 min 30 s 603   | 1 min 30 s 343   | 1 min 30 s 322   |
| 8                                                                                         | George Russell   | Mercedes              | 1 min 30 s 865   | 1 min 30 s 465   | 1 min 30 s 389   |
| 9                                                                                         | Sebastian Vettel | Aston Martin-Mercedes | 1 min 31 s 256   | 1 min 30 s 656   | 1 min 30 s 554   |
| 10                                                                                        | Lando Norris     | McLaren-Mercedes      | 1 min 30 s 881   | 1 min 30 s 473   | 1 min 31 s 003   |
| 11                                                                                        | Daniel Ricciardo | McLaren-Mercedes      | 1 min 30 s 880   | 1 min 30 s 659   |                  |
| 12                                                                                        | Valtteri Bottas  | Alfa Romeo-Ferrari    | 1 min 31 s 226   | 1 min 30 s 709   |                  |
| 13                                                                                        | Yuki Tsunoda     | AlphaTauri-Red Bull   | 1 min 31 s 130   | 1 min 30 s 808   |                  |
| 14                                                                                        | Zhou Guanyu      | Alfa Romeo-Ferrari    | 1 min 30 s 894   | 1 min 30 s 953   |                  |
| 15                                                                                        | Mick Schumacher  | Haas-Ferrari          | 1 min 31 s 152   | 1 min 31 s 439   |                  |
| 16                                                                                        | Alexander Albon  | Williams-Mercedes     | 1 min 31 s 311   |                  |                  |
| 17                                                                                        | Pierre Gasly     | AlphaTauri-Red Bull   | 1 min 31 s 322   |                  |                  |
| 18                                                                                        | Kevin Magnussen  | Haas-Ferrari          | 1 min 31 s 352   |                  |                  |
| 19                                                                                        | Lance Stroll     | Aston Martin-Mercedes | 1 min 31 s 419   |                  |                  |
| 20                                                                                        | Nicholas Latifi  | Williams-Mercedes     | 1 min 31 s 511   |                  |                  |
| Temps minimal à réaliser pour la qualification : 1 min 36 s 539 (107 % de 1 min 30 s 224) |                  |                       |                  |                  |                  |

### Grille de départ
- Nicholas Latifi, jugé responsable d'une collision avec Zhou Guanyu lors du Grand Prix de Singapour, est pénalisé d'un recul de cinq places sur la grille de départ ; vingtième et dernier des qualifications, cette pénalité n'a pas d'impact sur sa position sur la grille[15] ;
- Pierre Gasly, auteur du dix-septième temps, prend le départ depuis la voie des stands car sa voiture a été modifiée sous le régime du parc fermé[16] ;
- Max Verstappen conserve sa pole position après une enquête des commissaires de la FIA concernant un incident en qualifications avec Lando Norris à la sortie du virage 130R ; les deux pilotes ont failli s'accrocher et le pilote britannique été obligé de passer sur l'herbe pour éviter une collision à haute vitesse. Les commissaires sportifs estiment que Verstappen n'a pas enfreint larticle 33.4 du règlement sportif mais a reçu sa première réprimande de la saison : « Le pilote de la voiture no 1 était conscient de la voiture no 55 (Carlos Sainz) devant et de la voiture no 4 (Norris) approchant derrière et a décidé d'accélérer exactement au moment où la voiture no 4 a décidé de dépasser la voiture no 1. Malheureusement, en raison d'un manque de température des pneus sur la voiture no 1, le pilote a temporairement perdu le contrôle de la voiture. En ce qui concerne une sanction, toutes les infractions précédentes de cette nature ont entraîné une réprimande, par conséquent une sanction similaire est imposée dans ce cas[17]. »

## Course

### Classement de la course
| Pos. | no | Pilote           | Écurie                | Tours | Temps/Abandon                            | Grille  | Points |
| ---- | -- | ---------------- | --------------------- | ----- | ---------------------------------------- | ------- | ------ |
| 1    | 1  | Max Verstappen   | Red Bull              | 28    | 3 h 01 min 44 s 004 (53,583 km/h)        | 1       | 25     |
| 2    | 11 | Sergio Pérez     | Red Bull              | 28    | + 27 s 066                               | 4       | 18     |
| 3    | 16 | Charles Leclerc  | Ferrari               | 28    | + 31 s 763 (dont 5 s de pénalité)        | 2       | 15     |
| 4    | 31 | Esteban Ocon     | Alpine-Renault        | 28    | + 39 s 685                               | 5       | 12     |
| 5    | 44 | Lewis Hamilton   | Mercedes              | 28    | + 40 s 326                               | 6       | 10     |
| 6    | 5  | Sebastian Vettel | Aston Martin-Mercedes | 28    | + 46 s 358                               | 9       | 8      |
| 7    | 14 | Fernando Alonso  | Alpine-Renault        | 28    | + 46 s 369                               | 7       | 6      |
| 8    | 63 | George Russell   | Mercedes              | 28    | + 47 s 661                               | 8       | 4      |
| 9    | 6  | Nicholas Latifi  | Williams-Mercedes     | 28    | + 1 min 10 s 143                         | 19      | 2      |
| 10   | 4  | Lando Norris     | McLaren-Mercedes      | 28    | + 1 min 10 s 782                         | 10      | 1      |
| 11   | 3  | Daniel Ricciardo | McLaren-Mercedes      | 28    | + 1 min 12 s 877                         | 11      |        |
| 12   | 18 | Lance Stroll     | Aston Martin-Mercedes | 28    | + 1 min 13 s 904                         | 18      |        |
| 13   | 22 | Yuki Tsunoda     | AlphaTauri-Red Bull   | 28    | + 1 min 15 s 599                         | 13      |        |
| 14   | 20 | Kevin Magnussen  | Haas-Ferrari          | 28    | + 1 min 26 s 016                         | 17      |        |
| 15   | 77 | Valtteri Bottas  | Alfa Romeo-Ferrari    | 28    | + 1 min 26 s 496                         | 12      |        |
| 16   | 24 | Zhou Guanyu      | Alfa Romeo-Ferrari    | 28    | + 1 min 27 s 043                         | 14      |        |
| 17   | 10 | Pierre Gasly     | AlphaTauri-Red Bull   | 28    | + 1 min 28 s 091 (dont 20 s de pénalité) | Pitlane |        |
| 18   | 47 | Mick Schumacher  | Haas-Ferrari          | 28    | + 1 min 32 s 523                         | 15      |        |
| Abd. | 55 | Carlos Sainz Jr. | Ferrari               | 0     | Accident                                 | 3       |        |
| Abd. | 23 | Alexander Albon  | Williams-Mercedes     | 0     | Dégâts                                   | 16      |        |

### Pole position et record du tour
- Pole position :  Max Verstappen (Red Bull) en 1 min 29 s 304 (234,090 km/h)[19].
- Meilleur tour en course :  Zhou Guanyu (Alfa Romeo) en 1 min 44 s 411 ; seizième de la course, il ne peut prétendre à l'obtention du point bonus[20].

### Tours en tête
- Max Verstappen (Red Bull) : 27 tours (1-7 ; 9-28)[21]
- Fernando Alonso (Alpine) : 1 tour (8)

## Classements généraux à l'issue de la course
| Pos.     | Pilote           | Écurie                | Points |
| -------- | ---------------- | --------------------- | ------ |
| Champion | Max Verstappen   | Red Bull              | 366    |
| 2        | Sergio Pérez     | Red Bull              | 253    |
| 3        | Charles Leclerc  | Ferrari               | 252    |
| 4        | George Russell   | Mercedes              | 207    |
| 5        | Carlos Sainz Jr. | Ferrari               | 202    |
| 6        | Lewis Hamilton   | Mercedes              | 180    |
| 7        | Lando Norris     | McLaren-Mercedes      | 101    |
| 8        | Esteban Ocon     | Alpine-Renault        | 78     |
| 9        | Fernando Alonso  | Alpine-Renault        | 65     |
| 10       | Valtteri Bottas  | Alfa Romeo-Ferrari    | 46     |
| 11       | Sebastian Vettel | Aston Martin-Mercedes | 32     |
| 12       | Daniel Ricciardo | McLaren-Mercedes      | 29     |
| 13       | Pierre Gasly     | AlphaTauri-Red Bull   | 23     |
| 14       | Kevin Magnussen  | Haas-Ferrari          | 22     |
| 15       | Lance Stroll     | Aston Martin-Mercedes | 13     |
| 16       | Mick Schumacher  | Haas-Ferrari          | 12     |
| 17       | Yuki Tsunoda     | AlphaTauri-Red Bull   | 11     |
| 18       | Zhou Guanyu      | Alfa Romeo-Ferrari    | 6      |
| 19       | Alexander Albon  | Williams-Mercedes     | 4      |
| 20       | Nyck de Vries    | Williams-Mercedes     | 2      |
| 21       | Nicholas Latifi  | Williams-Mercedes     | 2      |

| Pos. | Écurie                | Points |
| ---- | --------------------- | ------ |
| 1    | Red Bull              | 619    |
| 2    | Ferrari               | 454    |
| 3    | Mercedes              | 387    |
| 4    | Alpine-Renault        | 143    |
| 5    | McLaren-Mercedes      | 130    |
| 6    | Alfa Romeo-Ferrari    | 52     |
| 7    | Aston Martin-Mercedes | 45     |
| 8    | Haas-Ferrari          | 34     |
| 9    | AlphaTauri-Red Bull   | 34     |
| 10   | Williams-Mercedes     | 8      |

## Statistiques
Le Grand Prix du Japon 2022 représente :
- la 18e pole position de Max Verstappen, sa cinquième de la saison[24] ;
- la 32e victoire de Max Verstappen, sa douzième de la saison[25] ;
- la 89e victoire de Red Bull[26] ;
- la 14e victoire de Red Bull en tant que motoriste[27] ;
- le 22e doublé de Red Bull[28] ;
- le 1er meilleur tour en course de Zhou Guanyu[29].

Au cours de ce Grand Prix :
- Max Verstappen remporte son second titre de champion du monde de Formule 1[30] ;
- Sebastian Vettel est élu « Pilote du jour » à l'issue d'un vote organisé sur le site officiel de la Formule 1[31] ;
- Nicholas Latifi inscrit ses premiers points de la saison ; tous les pilotes titulaires ont désormais marqué[22] ;
- Max Verstappen passe la barre des 1 900 points inscrits en Formule 1 (1 923,5 points)[32] ;
- Charles Leclerc passe la barre des 800 points inscrits en Formule 1 (812 points)[33] ;
- Lando Norris passe la barre des 400 points inscrits en Formule 1 (407 points)[34] ;
- Mika Salo (110 Grands Prix disputés entre 1994 et 2002, deux podiums et 33 points inscrits, vainqueur de la catégorie GT2 des 24 Heures du Mans en 2008 et 2009, du championnat American Le Mans Series en 2007 et des 12 Heures de Bathurst en 2014) est nommé assistant des commissaires de course pour ce Grand Prix[35].